# Spontent
Spontent ist ein Medienunternehmen aus Düsseldorf mit Fokus auf Sport-Content und ein Kanal auf der Streaming-Plattform Twitch. Dort werden Wettbewerbe aus verschiedenen Sportarten sowie selbst entwickelte Sport- und Showformate live übertragen. Zuerst zeigte der Kanal Beachvolleyball. Später kamen Übertragungen der Bundesligen von Volleyball und Tischtennis hinzu. Außerdem werden einzelne Veranstaltungen anderer Sportarten gezeigt. Bis zum 23. August 2021 hieß der Kanal Trops4.

## Geschichte
Alexander Walkenhorst und Dirk Funk gründeten im März 2019 mit Daniel Wernitz den Beachvolleyball-Podcast Ohne Netz und sandigen Boden (heutiger Name: SCAM). Für die Übertragungen der Beach-Liga wählten sie die bisher als Gaming-Plattform bekannte Website Twitch. Danach erweiterten sie den Kanal unter dem Namen Trops4 weiter. Das Ananym bedeutet „for Sport“ (für den Sport). Auf der Plattform werden seitdem auch Volleyballspiele aus der Halle und Wettbewerbe anderer Sportarten gezeigt. Ende August 2021 erfolgte die Umbenennung des Kanals in Spontent.

## Organisation und Team
Die Zentrale von Spontent mit Studios und Büros befindet sich am Medienhafen in Düsseldorf. Die Live-Sportübertragungen erfolgen dezentral von den jeweiligen Veranstaltungsorten, wobei die Kommentatoren über eine Facecam im Stream zu sehen sind.
Der Spontent-Vorgänger Trops4 wurde von den ehemaligen Beachvolleyballern Alexander Walkenhorst und Daniel Wernitz sowie Streamer Dirk Funk und Grafiker Roberto Funke gegründet. Das Team arbeitet seit Beginn der Übertragungen mit der Sportstadt Düsseldorf zusammen. Seit Januar 2025 ist Jörg Höflich neben Walkenhorst zweiter Geschäftsführer von Spontent. Neben der Spontent GmbH gehören mittlerweile auch die Spontent Productions GmbH und NBO GmbH zum Unternehmensportfolio. 

## Übertragene Sportarten

### Beachvolleyball

#### Offizielle Turniere
Der Twitch-Kanal wurde mit den Übertragungen aus dem Beachvolleyball gegründet. Außer den selbst entwickelten Formaten (siehe unten) werden auch die Turniere der offiziellen deutschen Tour gezeigt. Die Zusammenarbeit mit dem Deutschen Volleyball-Verband begann bei der Comdirect Beach Tour 2020. Die Kooperation endete vorerst nach einem Konflikt zwischen Walkenhorst und dem veranstaltenden DVV. Im Sommer 2021 übertrug Trops4 in einer neuen Kooperation mit dem DVV sechs Turniere der German Beach Tour 2021. Die Zusammenarbeit wurde im Sommer 2022 fortgesetzt. Bei der deutschen Meisterschaft 2022 verkündete der DVV, dass Spontent auch 2023 und in den folgenden Jahren die German Beach Tour und die deutsche Meisterschaft auf Twitch überträgt. Die Spontent-Tochterfirma NBO Event ist dabei auch der Ausrichter der Turniere.
Abseits der deutschen Turnierserie waren auch andere Beachvolleyball-Turniere bei Trops4 bzw. Spontent zu sehen. 2020 waren Spiele des Ein-Stern-Turnier der FIVB World Tour aus dem österreichischen Baden zu sehen. Auf regionaler Ebene kamen im selben Jahr ein WVV-Turnier in Coesfeld und die westdeutsche Meisterschaft in Düren hinzu.
Ab Mai 2024 sind auch die Turniere der Austrian Beach Volleyball Tour zusätzlich zur Übertragung bei Laola1.tv auch auf Spontent zu sehen.
Im Januar 2022 zeigte Spontent den Livestream des Turniers King of the Court aus Doha mit deutschem Kommentar. Im Juni übertrug der Sender ein weiteres Turnier der Serie aus Hamburg.

#### Eigene Wettbewerbe

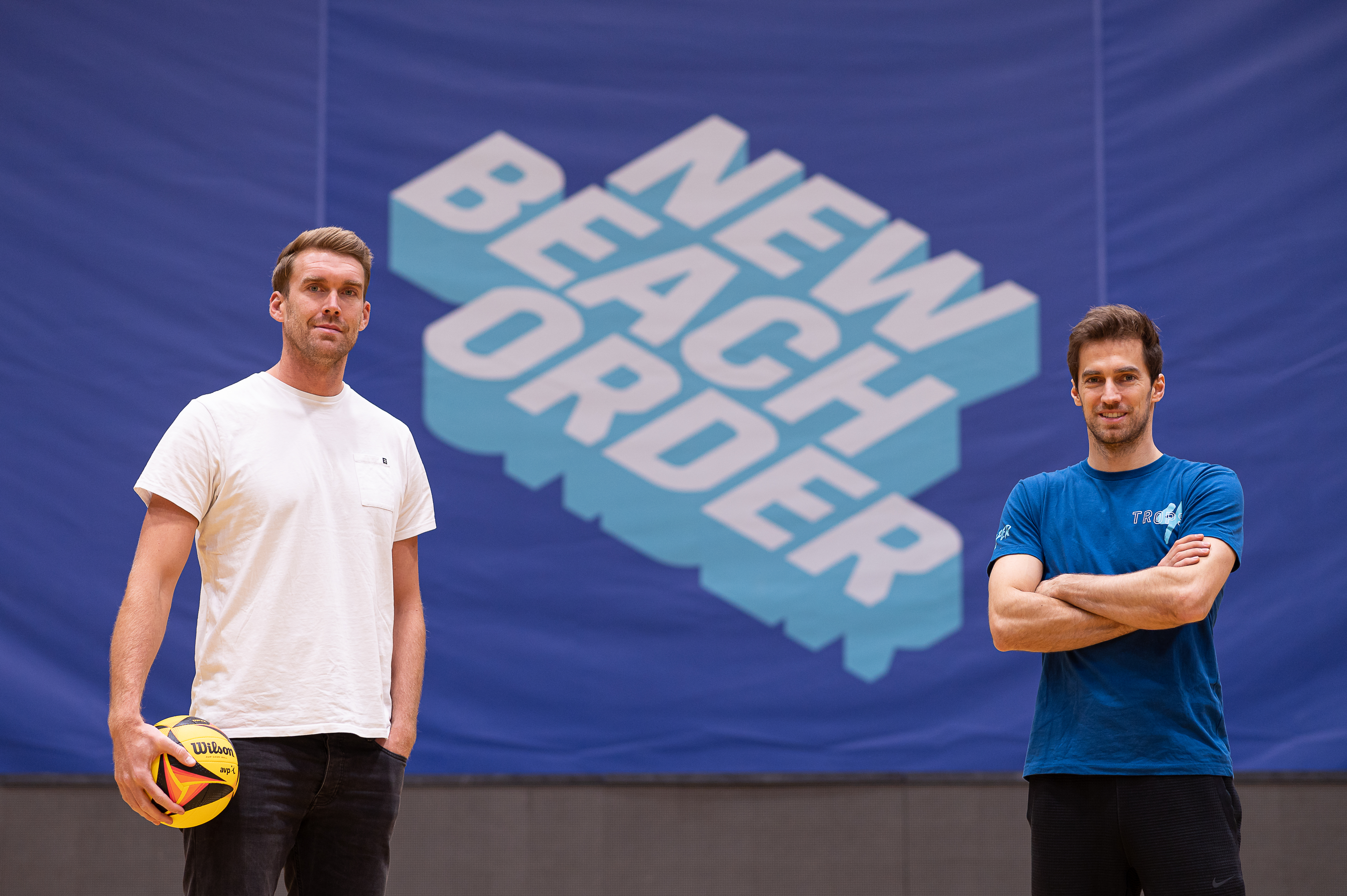
Alexander Walkenhorst und Daniel Wernitz vor dem Logo der New Beach Order

Als der Deutsche Volleyball-Verband (DVV) Anfang 2020 wegen der COVID-19-Pandemie die nationale Turnierserie German Beach Tour absagte, entwickelten die Spontent-Gründer als Ersatz den neuen Wettbewerb Beach-Liga. Mit diesem Wettbewerb begannen die Sportübertragungen auf dem Twitch-Kanal.
2021 entstand die New Beach Order. Unter diesem Claim entwickelte das Team um Walkenhorst neue Beachvolleyball-Wettbewerbe. In der ersten Jahreshälfte fanden die ersten beiden Ausgaben der German Beach Trophy sowie das internationale Turnier Nations Clash in der Mitsubishi Electric Halle statt. Im Mai kamen das Squad Battle und ein Turnier King of the Beach hinzu.

### Volleyball

#### Profiwettbewerbe
In den Saisons 2021/22 und 2022/23 wurden die Spiele der deutschen Volleyball-Bundesliga der Männer unter der Marke Bounce House bei Spontent übertragen. Dafür wurden die Spieltermine so gelegt, dass üblicherweise am Samstag und Sonntag jeweils ein Doubleheader mit zwei Spielen nacheinander zu sehen war, der von einer umfangreichen Vor- und Nachberichterstattung aus dem Studio in Düsseldorf begleitet wurde. Ergänzt wurde die Berichterstattung mit dem wöchentlichen Magazin „Housebesichtigung“ mit Highlight- und Fail-Videos („Nasenbluten“) bei YouTube.
Auch die Spiele der Männer im DVV-Pokal wurden von 2021 bis 2023 von Spontent übertragen. Zum Auftakt der Bundesliga-Saison 2022/23 wurde anstelle des Supercups erstmals der Bounce House Cup mit acht Bundesligisten ausgetragen. Seit 2023/24 ist die Volleyball-Bundesliga auf der Streaming-Plattform Dyn Media zu sehen. Spontent ist dann für die redaktionelle Betreuung zuständig.
Trops4 kooperierte zuvor seit Oktober 2020 schon mit dem Volleyball-Bundesligisten SWD Powervolleys Düren und half bei den Übertragungen der Heimspiele. Im Februar 2020 hatte Dirk Funk bereits eine Dokumentation über das DVV-Pokalfinale der Dürener gegen die Berlin Recycling Volleys gedreht. Der Volleyball-Bundesligist Helios Grizzlys Giesen engagierte Trops4 im November für die Übertragungs seines Heimspiels gegen Sporting Lissabon im Challenge Cup 2020/21. Aus der dritten Liga war ein Heimspiel des FC Junkersdorf Köln auf dem Twitch-Kanal zu sehen. Außerdem wurden auf dem Kanal im Dezember 2020 einige Folgen einer Doku-Serie über die United Volleys Frankfurt gezeigt.

#### Eintracht Spontent und Breitensport
Der Verein Eintracht Spontent entstand aus dem Betriebssport von Spontent. Die Männer schafften in den Jahren 2022 bis 2025 den mehrmaligen Aufstieg von der Bezirksliga bis in die Regionalliga. Drei weitere Männer- und eine Frauenmannschaft kamen in dieser Zeit hinzu.
In der Saison 2025/26 tritt Eintracht Spontent mit einer weiteren Frauenmannschaft in der 2. Volleyball-Bundesliga Pro an. Dabei übernimmt Spontent die Lizenz des bisherigen Zweitligisten VC Allbau Essen, der nach Düsseldorf umzieht.

### Tischtennis
Spontent zeigte die Saison 2022/23 der Tischtennis-Bundesliga inklusive Magazin und zusätzlichem Content auf seinen Kanälen. Die Kooperation entstand im Rahmen eines Medienvertrags mit Dyn Media. Dort ist Tischtennis seit 2023/24 zu sehen und wird redaktionell von Spontent betreut.

### Padel
Im Herbst 2021 zeigte Spontent das Bundesliga-Finale der Sportart Padel. Seit Januar 2023 waren dort die fünf Turniere der German Padel Tour zu sehen, die in fünf NRW-Städten ausgetragen wurden. Die Tour wurde 2024 ausgeweitet und Spontent zeigte die Turniere der höchsten Kategorie sowie die GPT-Finals.

### Fußball und E-Sport
Von September bis Dezember 2024 produzierte Spontent das Hallenfußball-Turnier The Icon League, was für den Sender die bisher aufwändigste Produktion war.
Seit November 2023 ist Spontent auch für die Übertragungen der Virtual Bundesliga, des E-Sport-Wettbewerbs der Deutschen Fußball Liga, zuständig.

### Floorball
Mit dem Final4-Turnier 2022 kam Floorball als Sportart bei Spontent hinzu. Seitdem sind ausgewählte Bundesliga-Spiele der Frauen und Männer zu sehen. Im November 2022 wurde dann auch die Weltmeisterschaft der Herren übertragen. Die Damen-Weltmeisterschaft in Singapur im Dezember 2023 wurde ebenfalls ausgestrahlt, allerdings auf YouTube, da der internationale Dachverband einen Regionalcode voraussetzte, welchen Twitch nicht zur Verfügung stellte.

### Basketball
Ende Juli 2021 zeigte der Kanal die Endrunde der deutschen Meisterschaft im 3×3-Basketball in Düsseldorf. Bei der Turnierserie 2022 wurden die Übertragungen fortgesetzt.
Im Februar 2023 übertrug Spontent Qualifikationsspiele der deutschen Frauen-Nationalmannschaft zur Basketball-EM.
Auf dem Youtube-Kanal von Spontent moderierte Fabrice Kao das Basketball-Magazin Halfcourt.

### Darts
Im Februar/März 2024 veranstaltete Spontent die eigene Darts-Liga Pfeile und Pfeifen, in der acht Mitarbeiter der Firma gegeneinander antraten. Von Januar bis März 2025 läuft die zweite Ausgabe von Pfeile und Pfeifen. Dabei fand an jedem Spieltag ein Turnier statt, bevor am Ende das Final Four steht. Als Gäste waren die Streamer Splashbrudda und Sarah Milkowski dabei.

### Weitere Sportarten
- Trops4 zeigte im Herbst 2020 Handball-Testspiele beim Erstligisten TUSEM Essen und beim Zweitligisten Handball Sport Verein Hamburg.[46]
- Im Januar 2021 war die German Beach Trophy im Beachhandball zu sehen.[47]

- Im September 2020 übertrug Trops4 Boxkämpfe aus Düsseldorf.[48]

- Im November 2020 folgte die Demaskiert-Liga im Fechten.[49]
- Im Mai 2021 war bei Trops4 das Final Four der deutschen Hockey-Bundesliga der Männer und Frauen zu sehen, das vom Mannheimer HC veranstaltet wurde.[50]
- Anfang August 2021 kam die deutsche Meisterschaft im Roundnet in Münster hinzu.[51]
- Am 26. Mai 2023 übertrug Spontent die Weltmeisterschaft im Hyrox aus Manchester und produzierte damit erstmals einen englischsprachigen Livestream.[52]
- Am 9. März 2024 zeigte Spontent das Lauf-Event BTC Fast Laps des Berlin Track Club.[53]

## Sonstige Formate

### Podcasts
Spontent produziert verschiedene Podcasts. Im Podcast Scam sprachen Alexander Walkenhorst und Dirk Funk bis Anfang 2025 über verschiedene Sportarten, die Arbeit bei Spontent und andere Themen. Der Podcast war der Nachfolger von Ohne Netz und sandigen Boden (siehe oben). Seit Mai 2025 tritt Alexander Walkenhorst als Gründer und CEO von Spontent im Podcast SPONTENT auf und spricht mehr über unternehmerische Themen sowie die Aspekte Medien und Sport. Bei Frisch Geschwäbeltes Kölsch geben Martin Stuber und Bengt Kunkel seit Oktober 2022 ihre Einschätzungen zu aktuellen Wettbewerben im Sport. Seit September 2020 (mit einer langen Unterbrechung von September 2022 bis November 2024) gibt es außerdem Lirum Larum mit Dirk Funk und Arne Taegen, die über alltägliche Themen sprechen.

### Olympische Spiele
In Kooperation mit der Allianz SE berichtete Spontent über die Olympischen Spiele 2024. Vor Olympia gab es auf dem Youtube-Kanal die Video-Reihe Chasing Dreams. Darin sprachen die Hosts mit Athleten aus verschiedenen Sportarten und probierten diese Sportarten auch selbst aus. Während der Spiele gab es Streams aus dem Deutschen Haus, in denen Walkenhorst und Funk mit verschiedenen Olympia-Teilnehmern und anderen Beteiligten sprachen. Außerdem drehten sie mehrere Vlogs über ihre Aktivitäten in Paris. Anschließend war Spontent auch bei den Sommer-Paralympics 2024 vor Ort.

### Spielshows
Im Juni 2021 traten Alexander Walkenhorst und Dirk Funk in der eigenen Show Beat the Beasts gegen zwei Kandidaten in mehreren Spielen an. Das Format ist an die TV-Show Schlag den Raab angelehnt. Die beiden Kandidaten Samuel und Marcel gewannen die Show im 14. von möglichen 15 Spielen und damit das Preisgeld von 500 €.
Seit Oktober 2022 gab es die Quizsendung Richys Spielewelt, in der Spontent-Moderator Richard Scharmann mit Kandidaten aus der Spontent-Firma spielte.

### Interviews
Im Rahmen der Interview-Reihe „Real Talk“ führte Walkenhorst im Sommer 2020 ausführliche Interviews mit seinen Kollegen aus dem Zurich Sports Team. Beteiligt waren Lisa Mayer (Leichtathletik), Anna Seidel (Shorttrack), Sven Winter (Beachvolleyball), Marvin Möller (Tennis), Tabea Alt (Kunstturnen), Johannes Lochner (Bob), Justus Strelow (Biathlon), Yul Oeltze (Kanu) und Ramona Hofmeister (Snowboard).

## Kooperationen
Im Februar 2023 kommentierten Walkenhorst und Funk ein Kreisliga-Fußballspiel des Twitch-Streamers Trymacs in Hamburg. Im März wurde auch dessen No-Food-Challenge von Spontent produziert.
Spontent produziert auch für andere Twitch-Streamer, zum Beispiel im Mai 2023 für Elias Nerlich (Eligella).

## Reichweite
Bis zum 20. Februar 2025 war Spontent auf dem Hauptkanal mehr als 4.500 Stunden online. Der bislang erfolgreichste einzelne Stream erreichte am 4. April 2021 bei der German Beach Trophy insgesamt 1.190.162 Views und bis zu 13.473 Zuschauer gleichzeitig. Außerhalb des Beachvolleyballs war die Übertragung des Final Fours am Hockey am erfolgreichsten, wo es am 8. Mai bis zu 24.671 Zuschauer gleichzeitig gab. Neben dem Hauptkanal betreibt Spontent noch weitere Kanäle unter den Bezeichnungen Spontent_one bis Spontent_ten. Der Ende Februar 2021 gestartete Zweitkanal Spontent_one kommt bis zum 20. Februar 2025 insgesamt auf 1.169 Stream-Stunden. Alle Streams sind auch nachträglich als Video-on-Demand abrufbar.
Die dazugehörigen YouTube-Kanäle Spontent und Eintracht Spontent haben 20.600 und 48.900 Abonnenten (Stand: 20. Februar 2025).